# Sphaeronaema conicum
Sphaeronaema conicum är en svampart som först beskrevs av Tode, och fick sitt nu gällande namn av Elias Fries 1823. Sphaeronaema conicum ingår i släktet Sphaeronaema, divisionen sporsäcksvampar och riket svampar.   Inga underarter finns listade i Catalogue of Life.